# Brigada Tormenta del Norte
La Brigada Tormenta del Norte (en árabe: لواء عاصفة الشمال‎, Liwā' 'Āṣifat ash-Shamāl), también conocida como la Brigada de Huracanes del Norte, es un grupo armado sirio formado en 2011, con sede Azaz, al noroeste de Siria, cerca de la frontera con Turquía. Su líder y otros miembros del grupo eran contrabandistas de la ciudad y sus alrededores antes de la Guerra Civil Siria. El grupo mantuvo el control exclusivo del cruce fronterizo Bab al-Salam. 

## Historia

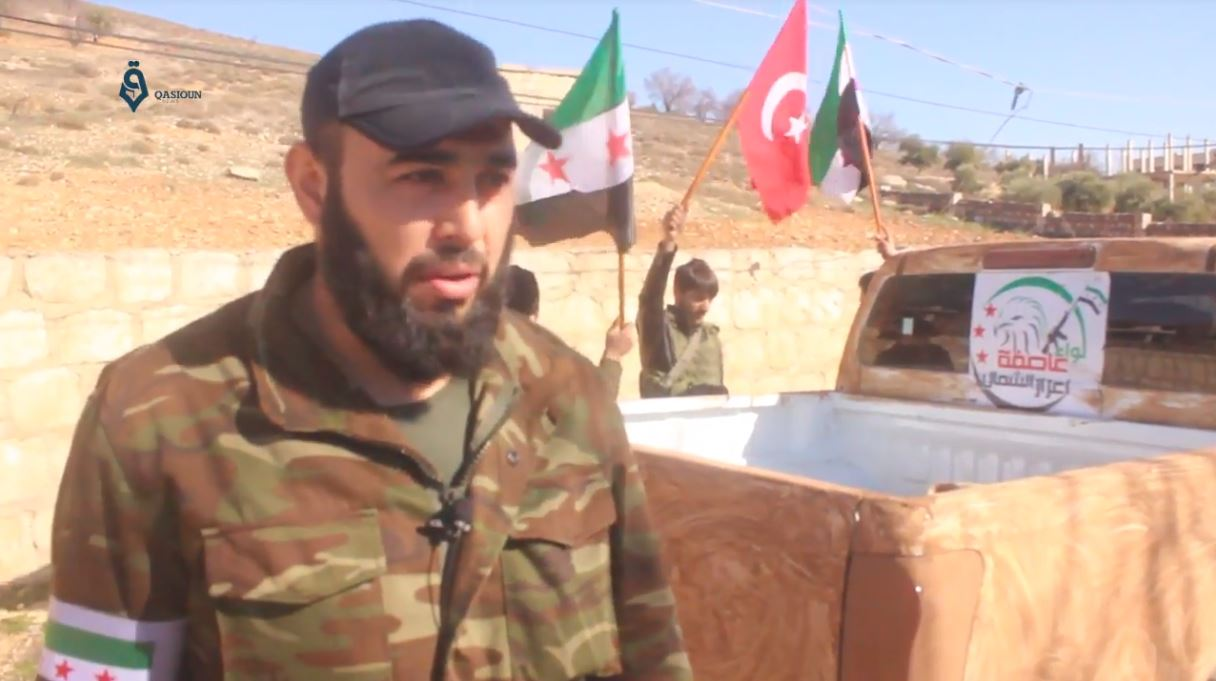
Combatientes de la Brigada Tormenta del Norte durante la operación militar turca en Afrin, febrero de 2018.

Fundado en 2011, la Brigada Tormenta del Norte participó en la conquista rebelde de Azaz y el asedio de la base aérea de Menagh. Aceptó la autoridad del Consejo Militar Supremo a finales de 2012.  El exlíder del grupo, Ammar Ibrahim Dadikhi, resultó gravemente herido a mediados de enero de 2013, durante el asedio a la base aérea de Menagh, lo que le provocó la pérdida de una pierna, muriendo de sus heridas.Fue sucedido el exlíder del grupo, Samir Amouri. Dos altos comandantes (Hadi Salo y Samir Akkash) también murieron en ese período, mientras que otros miembros del grupo desertaron y se pasaron a formaciones rebeldes islámicas
El senador estadounidense John McCain se reunió con combatientes del grupo el 27 de mayo de 2013.
Las tensiones aumentaron entre el grupo y el Estado Islámico de Irak y el Levante (ISIS) a mediados de septiembre de 2013, después de una disputa sobre un médico alemán que trabajaba en Azaz, ISIS afirmó que el médico era una espía y estaba fotografiando la sede de ISIS en Azaz. También afirmó que la Brigada afirmó que la Brigada Tormenta del Norte estaba ayudando al médico alemán en sus actividades de espionaje y lo ayudó a escapar de sus secuestradores, matando a dos miembros de ISIS en el proceso. El hospital de Azaz emitió un comunicado negando que el médico fuera un espía y en realidad estaba fotografiando a pacientes enfermos siendo tratados en el hospital. La declaración del hospital también afirmó que hombres armados de ISIS entraron al hospital exigiendo que el personal del hospital lo entregara. Después de este incidente, ISIS luchó contra la Brigada Tormenta del Norte y otros grupos en el área, finalmente tomando el control de la ciudad de Azaz   Tras los enfrentamientos, la Brigada Tawhid medió un alto al fuego entre ISIS y la brigada, donde ISIS acordó retirarse del cuartel general de la Brigada Tormenta del Norte y ambas parte debían liberar prisioneros.
La Brigada Tormenta del Norte afirmó que ISIS no había cumplido su parte del acuerdo, junto con otro grupo local conocido como Ahrar Azaz. Al día siguiente, ISIS afirmó que la Brigada Tormenta del Norte ayudó a las fuerzas pro-Assad a escapar de la Base Aérea de Meneg y que el grupo estaba colaborando con Blackwater y la CIA. ISIS también hizo referencia a la reunión del grupo con John McCain como prueba. Más tarde, ISIS emitió una declaración exigiendo que la Brigada Tormenta del Norte entregue las armas y se una al Estado Islámico, como arrepentimiento en la región de Azaz, de lo contrario, ISIS liquidará al grupo. El 2 de octubre de 2013, ISIS declaró que el plazo había terminado y comenzó a atacar a la Brigada Tormenta del Norte. ISIS afirmó que después de los combates, los miembros de la Brigada Tormenta del Norte huyeron a las zonas controladas por los kurdos.
Después de los combates, el Comité de la Sharia de Alepo, al que están afiliadas las Brigadas Tawhid y que intentó mediar en un alto el fuego entre ISIL y la Brigada Tormenta del Norte, declaró que la Brigada Tormenta del Norte era un grupo criminal y no se le permitía portar armas.
Según los informes, Samir Amouri huyó a Turquía y fue reemplazado por el actual líder, Mahmoud Naddom. Bajo su gobierno, el grupo comenzó a desarrollar relaciones y a coordinarse con otros rebeldes. Durante este período tenían su base en la ciudad turca de Kilis. El 2 de marzo de 2014, la Brigada Tormenta del Norte anunció que se uniría al Frente Islámico Frente Islámico (Siria) bajo el liderazgo de la Brigada al-Tawhid.

## Capacidades militares
A principios de 2015, Tormenta del Norte tenía alrededor de 500 combatientes, incluidos varios kurdos. El cuartel general del grupo estaba ubicado en una base militar al norte de Azaz. Carecía de armamento pesado y vehículos. , lo que generó críticas sobre las capacidades del grupo como fuerza de combate.

## Actividades criminales
La Brigada Tormenta del Norte ha sido acusada de secuestro y contrabando y fue responsable del secuestro de once hombres libaneses en 2012. Nueve de ellos fueron liberados el 19 de octubre de 2013.